# Reinhard Uppenkamp
Reinhard Uppenkamp (* 14. April 1950 in Düsseldorf) ist ein deutscher Manager und war von 2002 bis Ende Dezember 2020 Vorstandsvorsitzender der Berlin-Chemie AG.

## Werdegang
Reinhard Uppenkamp studierte in Düsseldorf und Köln Chemie und legte 1978 an der Mathematisch-Naturwissenschaftlichen Fakultät seine Promotionsschrift vor. Von 1980 bis 1988 arbeitete er für die Hoechst AG unter anderem als Leiter des Außendienstes der Pharmasparte. 1989 ging er zu Schwarz Pharma in Monheim am Rhein und 1994 als Vorstandsmitglied für Marketing und Vertrieb zum Pharmaunternehmen Madaus in Köln. 1997 wechselte er in den Vorstand der Berlin-Chemie und war von 2002 bis Ende Dezember 2020 dort Vorstandsvorsitzender. Zudem war Reinhard Uppenkamp von Juni 2004 bis September 2012 Mitglied im Präsidium der IHK Berlin.
Er ist Kuratoriumsmitglied der Robert-Koch-Stiftung und der Beuth Hochschule für Technik Berlin. Für die Stadt Berlin ist er Botschafter des Unternehmensprogramms Erfolgsfaktor Familie.

## Ehrungen
- 1. Oktober 2004: Verdienstorden des Landes Berlin

## Belege
1. ↑  Kuratorium. Beuth Hochschule für Technik Berlin, abgerufen am 29. Juni 2018.

| Personendaten    | Personendaten       |
| ---------------- | ------------------- |
| NAME             | Uppenkamp, Reinhard |
| KURZBESCHREIBUNG | deutscher Manager   |
| GEBURTSDATUM     | 14. April 1950      |
| GEBURTSORT       | Düsseldorf          |